# 알로사우루스상과
알로사우루스상과(Allosauroidea)는 알로사우루스와 그의 근연종들이 속한 분류다. 알로사우루스상과에는 대표적으로 알로사우루스, 카르카로돈토사우루스, 기가노토사우루스 등이 속한다. 알로사우루스상과에 속하는 공룡들은 길고 좁은 두개골과 3개의 발가락을 가지고 있다. 두개골에는 장식용 관 구조가 관찰된다. 1억 6000만년전에 등장한 신랍토르(Sinraptor dongi)가 알로사우루스상과에서 가장 오래된 공룡일 것이다. 1억 5800만년전에 등장한 양추아노사우루스도 신랍토르과에 속하는 공룡으로 아마도 알로사우루스의 가까운 친척이었을 것으로 생각된다.